# Gosselming
 Gosselming  es una comuna y población de Francia situada en la región de Lorena, departamento de Mosela, en el distrito de Sarrebourg y cantón de Fénétrange.
Su población en el censo de 1999 era de 536 habitantes.
Está integrada en la Communauté de communes du Pays de Fénétrange .

## Demografía
| 467 | 444 | 476 | 486 | 526 | 536 |
| Para los censos de 1962 a 1999 la población legal corresponde a la población sin duplicidades (Fuente: INSEE [Consultar]) |     |     |     |     |     |